# 永丰镇 (南充市)
永丰镇，是中华人民共和国四川省南充市顺庆区曾经下辖的一个镇。2019年9月，撤销永丰镇和龙桂乡，将其所属行政区域划归双桥镇管辖。

## 行政区划
永丰镇撤销前下辖以下地区：
永丰村、作坊嘴村、玉皇岭村、黄土观村、庙山岭村、太阳山村、打锣山村、芙蓉寺村、临江寺村、老虎嘴村、桑树湾村、李朝沟村和长桥村。